# Western Suburbs Magpies
Maillots
Ne doit pas être confondu avec un autre club de rugby à XIII, les Western Suburbs de Brisbane
Les Western Suburbs Magpies sont un club australien de rugby à XIII basé à Campbelltown (Australie). Fondés en 1908, les Wests étaient l'un des neuf clubs de la première saison de la New South Wales Rugby League et ont joué dans la ligue professionnelle National Rugby League jusqu'en 2000.
Le club, en tant qu'entité unique, quitte la National Rugby League en 1999 en créant avec les Balmain Tigers une franchise unique nommée Wests Tigers. Néanmoins, le club survit sous ce nom en alignant des équipes de jeunes dans les compétitions locales, comme la New South Wales Cup, et sert de réserve aux Wests Tigers.

## Histoire
Initialement ce club pionnier se situait à Sydney et jouait au Lidcombe Oval (en). Malgré son niveau, quatre fois champion de Sydney entre 1930 et 1952, son histoire est ponctuée de différentes crises.
La première survient entre 1925 et 1932 et lui vaut d'être exclu du championnat de Sydney.
Une deuxième crise survient plus tard en 1983, et est due à des difficultés financières. Une décision de justice est même nécessaire pour leur réintégration en 1984.

## Palmarès
Ils sont champions de la  NSWRL (ligue de rugby à XIII de Nouvelle-Galles du sud) en 1930, 1934, 1948 et 1952.

## Personnalités liées au club
Parmi les joueurs, on note Franck McMillan (saison 1933-34), Col Maxwell (saison 1948-1949) et Tom Raudonikis, demi de mêlée de 1975 à 1980.